# 查普爾希爾 (密蘇里州)
查普爾希爾（英語：Chapel Hill）是位於美國密蘇里州拉法葉縣的非建制地區。

## 歷史
查普爾希爾的郵局於1850年設立，其後於1914年停運。

## 地理
查普爾希爾所處的海拔為高於海平面328米（即1076英呎），而該地所採用的時區為UTC-6，即北美中部時區（CST）。同時該地設有夏令時間，為UTC-6調快一小時，即UTC-5（CDT）。